# ゴールデングローブ
ゴールデングローブ（Golden Gloves）は、アメリカ合衆国で行われているアマチュアボクシングの大会である。

## 概要
1927年より続けられている全米で最大の伝統ある大会。1995年より女子も開催。
16歳以上の非プロボクサーが対象。これとは別に10歳から15歳までを対象としたシルバーグローブ（Silver Gloves）も開催されている。
ニューヨーク・シカゴなど全米の各地30カ所で開催され、勝ち上がると当大会の全米王座を決める「ナショナル・ゴールデン・グローブ」に進出する。
後に全米代表やプロの一線級となる選手を数多く輩出しており、上を目指す者の登竜門のような大会となっている。
日本人では2002年に中村千香が女子ノービス部門で優勝を果たしている。1957年には米倉健治もシアトル大会に出場。ニューヨーク大会では現地で寿司職人として働いていた日本人  が2003年男子フェザー級ノービスクラス、2008年男子バンタム級オープンクラスでそれぞれ準決勝に進出したこともあるが、いまだ日本人男子ボクサーによる大会優勝はおろか、決勝進出さえもはたされていない。

## フランチャイズ
- アラバマ・ゴールデングローブ
- バッファロー・ゴールデングローブ
- シカゴ・ゴールデングローブ
- シンシナティ・ゴールデングローブ
- クリーブランド・ゴールデングローブ
- コロラド-ニューメキシコ・ゴールデングローブ
- デトロイト・ゴールデングローブ
- フロリダ・ゴールデングローブ
- ハワイ・ゴールデングローブ
- インディアナ・ゴールデングローブ
- アイオワ・ゴールデングローブ
- カンザスシティ・ゴールデングローブ
- カンザス-オクラホマ・ゴールデングローブ
- ノックスビル・ゴールデングローブ
- ミシガン・ゴールデングローブ
- ミッドサウス・ゴールデングローブ
- ネバダ・ゴールデングローブ
- ニューイングランド・ゴールデングローブ
- ニュージャージー・ゴールデングローブ
- ニューヨークメトロ・ゴールデングローブ
- オマハ・ゴールデングローブ
- ペンシルベニア・ゴールデングローブ
- ロッキーマウンテン・ゴールデングローブ
- セントルイス・ゴールデングローブ
- シラキューズ・ゴールデングローブ
- テキサス・ゴールデングローブ
- トレド・ゴールデングローブ
- トライステート・ゴールデングローブ
- アッパーミッドウェスト・ゴールデングローブ
- ワシントンDC・ゴールデングローブ
- ウィスコンシン・コールデングローブ
- インターシティ・コールデングローブ

## 主なナショナル・ゴールデングローブ優勝者
- ダニー・ホッジ（1958年ヘビー級）
- モハメド・アリ（1959年・1960年ミドル級連覇）
- グレグ・リチャードソン（1974年フライ級）
- マーク・ブリーランド（1980年ライトウェルター級）（1981年・1982年・1983年・1984年ウェルター級）ニューヨーク州では5連覇。インターシティ・ゴールデングローブでも一度ウェルター級で優勝経験がある。
- マイク・タイソン（1984年ヘビー級）
- ヴァージル・ヒル（1984年ミドル級）
- フランク・ライルズ（1986年ウェルター級）
- コーリー・スピンクス（1997年ウェルター級）
- スティーブ・カニンガム（1998年ライトヘビー級）
- ナタリー・ブラウン（2000年女子ウェルター級）
- アンドレ・ベルト（2001年ライトミドル級）

## 備考
2007年12月15日、亀田和毅がメキシコの「ゴールデングローブ」ジュニア部門で準優勝したという報道がされたが亀田が出場したのはメキシコのグアンテス・デ・オロ（英語訳で「ゴールデングローブ」）であり当大会ではない。また、2009年に享栄高等学校3年の児玉善徳がMVPを獲得したのもセルビアで開催された「ゴールデングローブ」を名乗る別の大会である。
カナダでもBCゴールデングローブと呼ばれる大会が開かれている。
日本でも関西地区で「兵庫県ゴールデングローブ選手権大会」と称したアマチュア大会が行われている。